# Yves Klein
 Der er for få eller ingen kildehenvisninger i denne artikel, hvilket er et problem. Du kan hjælpe ved at angive troværdige kilder til de påstande, som fremføres i artiklen.

Yves Klein (født 28. april 1928 i Nice, død 6. juni 1962 i Paris) var en fransk kunstmaler, billedkunstner og performanceartist. Klein var en vigtig skikkelse i ny-dadaismen i efterkrigstidens Europa.
Klein var søn af to malere og begyndte selv at male mens han studerede. Han rejste meget og bosatte sig i 1955 i Paris, hvor han også havde sin første udstilling i Club des Solitaires. I 1956 blev hans monokrome malerier vist på flere gallerier i Paris. 
Mange af hans tidligere værker var monokrome. I slutningen af 1950'erne var hans monokrome værker næsten udelukkende i den dybe blå farve, som han efterfølgende tog patent på; International Klein Blue. Farven blev dog aldrig sat i kommerciel produktion. Udover de traditionelle malerier lavede han også flere værker, hvor kvindelige modeller dækket i blå måling blev trukket over eller på lærredet. Disse værker kaldte han Anthropometry.
Han døde af et hjerteinfarkt i 1962. 